# Thibaut Fauconnet
Thibaut Fauconnet (ur. 23 kwietnia 1985 w Dijon) – francuski łyżwiarz szybki, specjalizujący się w short tracku, siedmiokrotny mistrz Europy, olimpijczyk.
Startował na Zimowych Igrzyskach Olimpijskich 2010 – w biegu na 500 metrów zajął 16. miejsce, a na 1000 metrów był trzynasty.
29 stycznia 2011 zdobył złoty medal w biegu na 500 m na Zimowej Uniwersjadzie w Erzurum.
W grudniu 2010 roku został przyłapany na stosowaniu zabronionych środków dopingowych, za co został zdyskwalifikowany na 18 miesięcy.